# Rhaphuma tertia
Rhaphuma tertia là một loài bọ cánh cứng trong họ Cerambycidae.